# Sigismund August (Mecklenburg)
Sigismund August von Mecklenburg (* 11. November 1560 in Schwerin; † 5. September 1600 in Ivenack) war  Herzog zu Mecklenburg.

## Leben
Der jüngste Sohn Herzog Johann Albrechts I. zu Mecklenburg wurde nach Sigismund II. August benannt. Er wurde wegen seines „blöden“ Geistes von seinem Vater testamentarisch ausgeschlossen, erhielt dafür aber eine jährliche Pension von 6.000 Gulden und die Nutzungsrechte für die Ämter und Stadt Strelitz, Mirow und Ivenack, welche ihm durch die Säkularisation der vorhandenen Klöster zugefallen waren. Diese Regelung sollte in Mecklenburg das Primogenitur-Recht einführen. Sein Bruder Johann beerbte den Vater nach dessen Tod 1576. Der Onkel Herzog Ulrich von Mecklenburg wurde Sigismund Augusts Vormund. Er unterzeichnete in dessen Namen die Konkordienformel von 1577 und das Konkordienbuch von 1580.
Nach dem Tod von Johann VII. am 22. März 1592 übernahm Sigismund August zusammen mit Herzog Ulrich die Regentschaft für die Söhne von Johann VII., nämlich Adolf Friedrich I. und Johann Albrecht II. Herzog Sigismund August heiratete 1593 Clara Maria von Pommern, die Tochter Bogislaws XIII. Der Ehe entsprangen jedoch keine Nachkommen. Nach seiner Rückkehr von einer Bäderreise nach Karlsbad verstarb er auf seinem Wohnsitz zu Ivenack und wurde im Dom zu Schwerin beigesetzt.